# Nepenthes ventricosa
Nepenthes ventricosa är en tvåhjärtbladig växtart som beskrevs av Francisco Manuel Blanco. Nepenthes ventricosa ingår i släktet Nepenthes och familjen Nepenthaceae. Inga underarter finns listade i Catalogue of Life.

## Bildgalleri

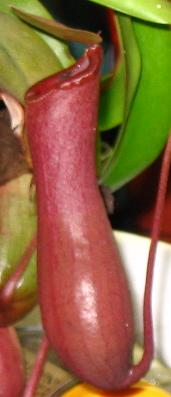
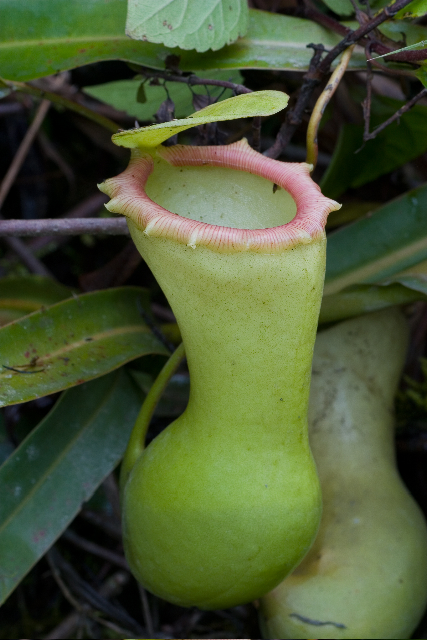
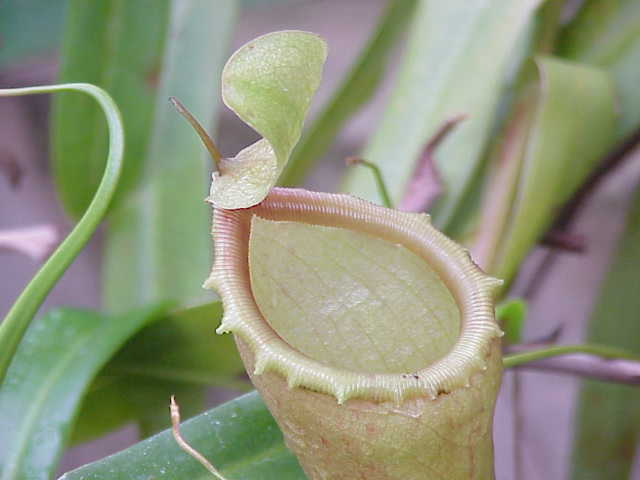
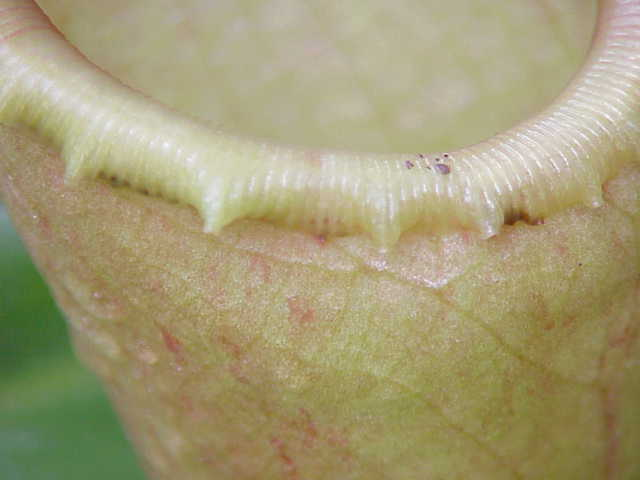
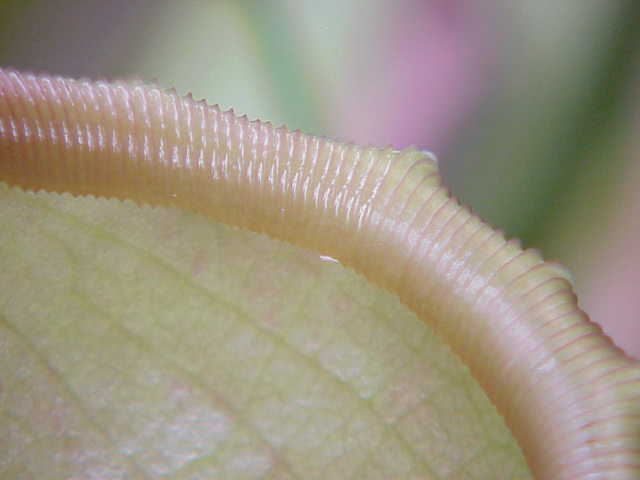
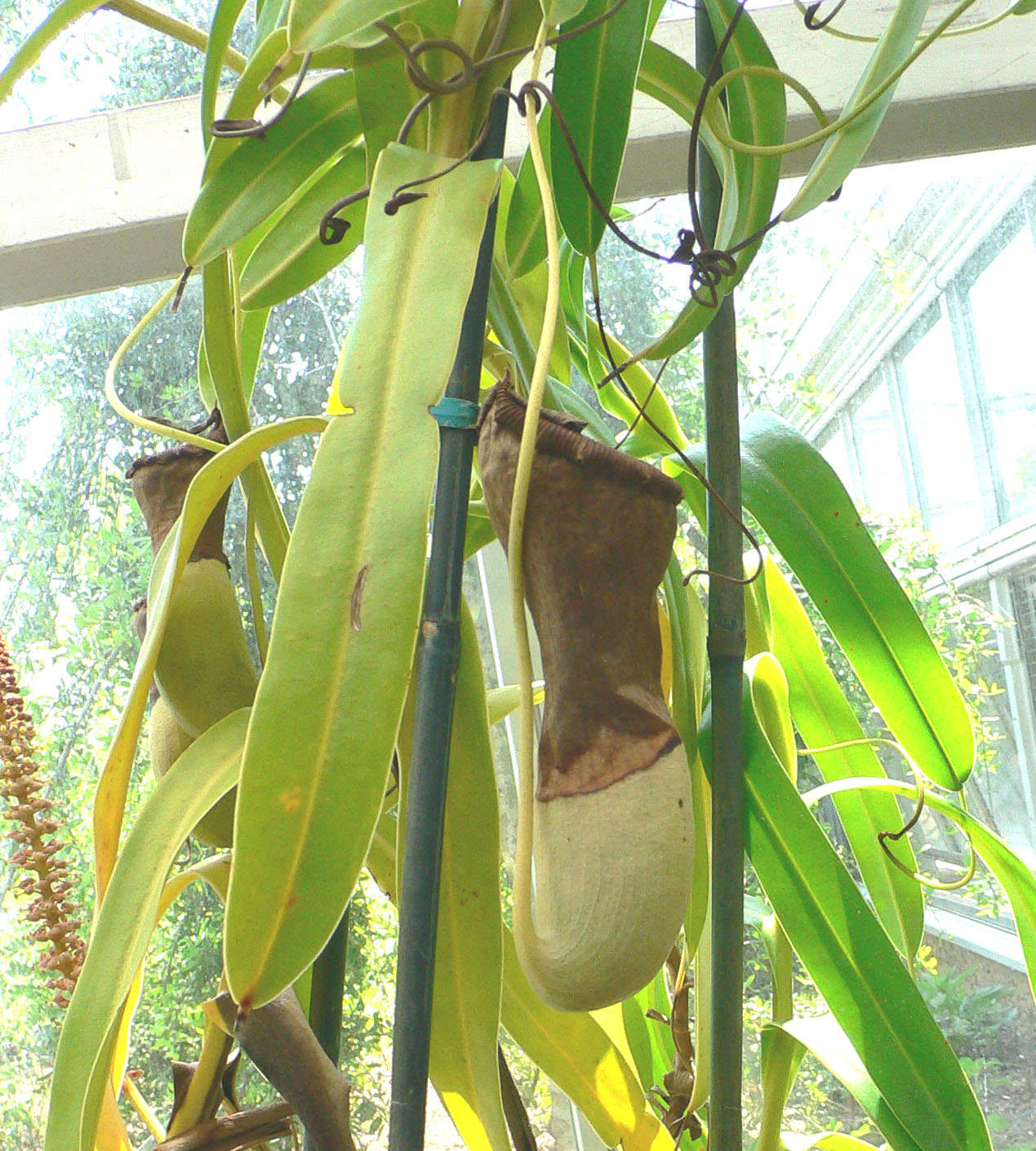